# Stephenson 2-18
Stephenson 2-18 (также известен как RSGC2-01 и Stephenson 2 DFK 1) — яркий красный сверхгигант или гипергигант, являющийся членом звёздного скопления Stephenson 2 в галактике Млечный Путь. Расстояние до Земли достигает 18 910 световых лет.

## История
Рассеянное скопление Stephenson 2 обнаружил американский астроном Чарльз Брюс Стивенсон в 1990 году в данных глубокого космоса в ближнем инфракрасном диапазоне с целью поиска скоплений красных сверхгигантов. Скопление Stephenson 2, также известное как RSGC2, одно из нескольких массивных рассеянных скоплений в созвездии Щита, каждое из которых содержит несколько красных сверхгигантов.
При первичном анализе свойств звёзд скопления самая яркая звезда в районе скопления получила идентификатор 1. Однако немногим позже звезда была исключена из скопления Stephenson 2 из-за своего внешнего положения, аномально высокой яркости и нетипичности собственного движения, и была отнесена к категории несвязанных красных сверхгигантов.
В более позднем исследовании той же звезде был присвоен номер 18, и она была отнесена к выносной группе звёзд под названием Stephenson 2 SW, которая, как предполагается, находится на таком же расстоянии от ядра скопления. Для звезды часто используется обозначение St2-18 (сокращение от Stephenson 2-18), следуя нумерации Дегучи (2010). Чтобы избежать путаницы при использовании одного и того же номера для разных звёзд и разных номеров для одной и той же звезды, обозначениям из Дэвис (2007) часто присваивается префикс DFK, например, Stephenson 2 DFK 1.
В 2012 году Stephenson 2-18, наряду с 56 другими красными сверхгигантами, наблюдалась в рамках исследования мазерного излучения красных сверхгигантов по всей галактике. В ходе исследования были определены свойства этих красных сверхгигантов с помощью Компактного массива Австралийского телескопа (ATCA) и модели DUSTY. Stephenson 2-18 был среди упомянутых красных сверхгигантов.
В том же году его наблюдали ещё раз для исследования типов космических мазеров на красных сверхгигантских звёздах в скоплениях. В ходе исследования Stephenson 2-18 была определена как звезда, не связанная со Stephenson 2, на основании различий в радиальной скорости. В 2013 году в ходе исследования красных сверхгигантов скопления Stephenson 2, Stephenson 2-18 (обозначаемая как D1) была замечена и получила спектр, в котором был определён её спектральный тип. В нескольких более поздних исследованиях звезда была описана как «красный сверхгигант очень позднего типа».

## Физические характеристики

### Стадия эволюции
St2-18 демонстрирует черты и свойства высокосветящегося красного сверхгиганта со спектральным типом M6, что необычно для сверхгигантской звезды. Это делает её одной из самых экстремальных звёзд в Млечном Пути. Она занимает правый верхний угол диаграммы Герцшпрунга-Рассела — области, характерной для исключительно крупных и ярких низкотемпературных звёзд.
Stephenson 2-18 обычно классифицируется как красный сверхгигант, отчасти из-за широкого профиля линий. Однако значительный инфракрасный избыток (что говорит о возможном эпизоде экстремальной потери массы) заставил авторов Дэвис, Фигер, Кудрицки, МакКенти и Нахарро (2007) заявить, что звезда может быть красным гипергигантом, как VY Большого Пса. Также утверждается, что Stephenson 2-18 находится на грани выброса своих внешних слоёв и эволюции в яркую голубую переменную (LBV) или звезду Вольфа — Райе (WR).

### Светимость
Один из расчётов для определения светимости звезды путём подгонки спектрального распределения энергии (SED) с использованием модели DUSTY даёт светимость звезды почти 440 000 L☉.
Альтернативный, но более старый расчёт от 2010 года, всё ещё предполагающий принадлежность звезды к скоплению Stephenson 2, даёт гораздо более низкую и относительно скромную светимость в 90 000 L☉.
Более новый расчёт, основанный на интеграции SED (на основе опубликованных потоков) и предполагающий расстояние до звезды в 5,8 килопарсек, даёт болометрическую светимость в 630 000 L☉.

### Температура
Температура поверхности звезды, равная 3 200 K, была рассчитана в 2012 году путём подгонки спектрального распределения энергии (SED) с использованием модели DUSTY, что делает её намного холоднее самых холодных красных сверхгигантов, предсказанных теорией звездной эволюции (обычно около 3 500 K).

### Спектральный тип
Исследования 2013 года определили спектральный тип звезды Stephenson 2-18 как M6, что необычно даже для красного сверхгиганта, основываясь на её спектре и некоторых спектральных особенностях. Особенности спектра Stephenson 2-18 включают спектральные линии оксида титана (TiO).

### Размер

Отношении размера звезды к размеру Солнца

Радиус звезды составляет 2150 солнечных радиусов (R☉) (1,501×109 км; 10,04 а. е.) и равен приблизительно 1 497 000 000 километрам, был получен на основе болометрической светимости почти 440 000 L☉ и расчётной эффективной температуры 3 200 K, что значительно больше, чем теоретические модели крупнейших красных сверхгигантов, предсказанных теорией звёздной эволюции (около 1 500 R☉). Если предположить, что это значение верно, то это сделает звезду самым крупным из известных красных сверхгигантов, таких как Антарес А, Бетельгейзе, VY Большого Пса и UY Щита.

### Потеря массы
По оценкам исследователей, скорость потери массы Stephenson 2-18 составляет примерно 1,35×10−5 солнечных масс (M☉) в год, что является одним из самых высоких показателей для известных сверхгигантских звёзд. Возможно, что Stephenson 2-18 недавно претерпела эпизод экстремальный потери массы, что объясняется её значительным инфракрасным избытком.

### Вопрос нахождения звезды в скоплении Stephenson 2
Некоторое время велись споры о том, действительно ли эта звезда является частью предполагаемого скопления. Споры велись из-за того, что её радиальная скорость ниже других звёзд скопления, но при этом некоторые спектральные показатели указывают на принадлежность звезды к скоплению, некоторые источники утверждают, что звезда может не является гигантом переднего плана; однако более поздние исследования рассматривают звезду маловероятным членом скопления Stephenson 2 из-за её экстремальных и противоречивых свойств.
Используя показатели радиальные скорости звезды, определённые по мазерному излучению SiO и ИК-поглощению CO, в ряде исследований мазеров красных сверхгигантов в массивных скоплениях Stephenson 2-18 рассматривалась как красный сверхгигант, не связанный со Stephenson 2 из-за его более низкой радиальной скорости, которая значительно отличается от других звёзд из скопления Stephenson 2.

### Комментарии
1. 1 2  Использование закона Стефана — Больцмана с  эффективной температурой Солнца в 5772 K: {\displaystyle {\sqrt {{\biggl (}{\frac {5772}{3200}}{\biggr )}^{4}\cdot 10^{5,64}}}=2149,58\ R_{\odot }}.